# Ровеира (Савона)
Ровеира је насеље у Италији у округу Савона, региону Лигурија.
Према процени из 2011. у насељу је живело 6 становника. Насеље се налази на надморској висини од 311 м.